# Conflito do Saara Ocidental
O conflito do Saara Ocidental ou disputa pela independência sarauí é um conflito em curso entre o povo saarauí e a Frente Polisário contra o Reino de Marrocos. O conflito é a continuação da insurgência decorrida pela Frente Polisário contra as forças coloniais espanholas em 1973 e 1975 e a subsequente Guerra do Saara Ocidental entre a Frente Polisário e o Marrocos (1975-1991).
Atualmente, o conflito é dominado por campanhas civis desarmadas da Frente Polisário e o seu autoproclamado Estado, a República Árabe Saaraui Democrática, para obter a independência plenamente reconhecida do Saara Ocidental.

## Histórico

Mapa do antigo Saara Espanhol (amarelo) e do Marrocos Francês (violeta) e Marrocos Espanhol (laranja)

O conflito se intensificou após a retirada da Espanha do Saara Espanhol, em conformidade com os Acordos de Madrid. A partir de 1975, a Frente Polisario, apoiada pela Argélia, travou uma longa guerra de dezesseis anos pela independência contra a Mauritânia e o Marrocos. Em fevereiro de 1976, a Frente Polisario declarou a criação da República Árabe Saaraui Democrática, que não foi admitida nas Nações Unidas, mas ganhou reconhecimento limitado por um número de outros países. 
Após a anexação do Saara Ocidental pelo Marrocos e Mauritânia em 1976 e a declaração de independência pela Frente Polisario, a ONU abordou o conflito através de uma resolução reafirmando o direito à autodeterminação do povo sarauí. Em 1977, a França interveio uma vez que o conflito atingiu o seu pico de intensidade. Em 1979, a Mauritânia retirou-se do conflito e dos territórios, conduzindo a um impasse durante a maior parte da década de 1980. 
Depois de vários compromissos, entre 1989 e 1991, foi alcançado um acordo de cessar-fogo entre a Frente Polisário e o governo marroquino. Na época, a maior parte do território do Saara Ocidental permaneceu sob controle marroquino, enquanto a Polisario controlaria cerca de 20% do território na condição de República Árabe Saaraui Democrática, com bolsões de controle adicionais nos campos de refugiados saarauís ao longo da fronteira argelina. Atualmente, estas fronteiras são em grande parte inalteradas.

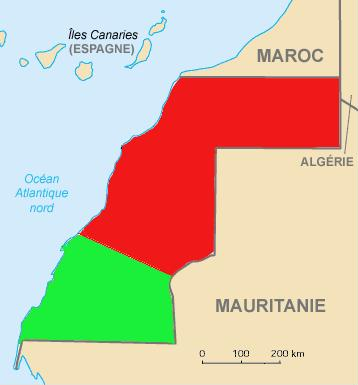
Mapa do Saara Ocidental após a divisão entre o Marrocos (vermelho) e a Mauritânia (verde) em 1976-1979

### Atualidade (2005–presente)
Apesar das múltiplas iniciativas de paz através da década de 1990 e início da década de 2000, o conflito ressurgiu com a "Intifada da Independência" em 2005; uma série de distúrbios, manifestações e motins, que eclodiram em maio de 2005, nas partes controladas pelos marroquinos no Saara Ocidental, e durou até novembro daquele mesmo ano. 

Mapa do muro marroquino no Saara Ocidental, construído ao longo de várias etapas. O Marrocos controla o oeste e a Polisario, as áreas no leste e no sul (amarelo); ao longo da linha de cessar-fogo (1991).

No final de 2010, os protestos reiniciaram no campo de refugiados de Gdeim Izik no Saara Ocidental. Embora os protestos fossem inicialmente pacíficos, posteriormente seriam marcados por confrontos entre civis e forças de segurança, resultando em dezenas de baixas em ambos os lados. Outra série de protestos começariam em 26 de fevereiro de 2011, como uma reação ao fracasso da polícia em evitar saques anti-sarauís na cidade de Dakhla; esses protestos foram parte da Primavera Árabe e logo se espalhariam por todo o território. Embora manifestações esporádicas continuassem, em grande parte, o movimento diminuiria até maio de 2011.
Até o momento, grande parte do Saara Ocidental é controlado pelo governo marroquino, conhecido como Províncias Meridionais, ao passo que em torno  de 20% a 25% do território do Saara Ocidental continua a ser controlado pela República Árabe Saaraui Democrática, um Estado com reconhecimento internacional limitado. As questões de reconhecimento mútuo, estabelecimento de um possível Estado sarauí e do grande número de refugiados saarauís deslocados pelo conflito estão entre as principais questões do processo de paz.
Em 2019, as conversações entre Marrocos, Frente Polisário, Argélia e Mauritânia foram reiniciadas na sede da ONU em Genebra, com o objetivo de retomar as negociações sobre o território do Saara Ocidental, paralisadas desde 2012.
As tensões retornaram à região em Novembro de 2020 quando o Marrocos, ao lançar uma operação na 
zona desmilitarizada de Guerguerat, no extremo sul da região, foi acusado pelo povo saaaraui de quebrar o cessar-fogo; o governo marroquino,no entanto, argumentou que apenas pretendia reabrir uma rodovia bloqueada que levava à Mauritânia. 